# いわて短角和牛
いわて短角和牛（いわてたんかくわぎゅう）は、日本のブランド牛のひとつ。岩手県内で肥育された日本短角種に付される商標として、地域団体商標に登録されている。

## 概要
日本短角種は、「南部牛追い唄」にも歌われるように役畜として利用されていた在来種の南部牛をルーツとして、明治以降に輸入されたショートホーン種を掛け合わせて作られた肉牛専用種。昭和32年には日本固有の肉専用品種として認定された。
岩手県は日本短角種の生産量が群を抜いて日本一であり、年間約1500頭の仔牛が生産され、そのうち1300頭余りが県内で飼育されている。
自然交配で生産、放牧され、繊維質が引き締まり旨みの多い赤身肉が特徴とされる。
全国農業協同組合連合会を権利者として地域団体商標に登録され、いわて牛普及推進委員会により普及・広報がなされている。
また、いわて短角和牛の生産地域内であってもいわて同委員会に加盟しない生産者によって生産されたものなどは、単に「短角牛」などと称して流通・販売されている。

## 生産の特徴
岩手県内における日本短角種の飼育は季節放牧を特徴としており、晩冬に畜舎で生まれた仔牛は最初の2，3か月を畜舎で過ごしたのち、親牛とともに放牧地へ放され（「山あげ」と称する）、冬になると畜舎へ戻されて肥育される。これを「夏山冬里」方式と称する。「いわて短角和牛」の商標を用いるものは成長剤・ホルモン剤等を一切使用せずに自然の牧草や粗飼料によって育つ。また、牛が草やササを食べることで稚樹の生育を助け、ブナ林やスギ林の天然更新を支えているなど、地域の林業と連関して生産されている。

## 銘柄
いわて短角和牛は、生産される地域や団体ごとにさらに以下のように細分化した銘柄名を用いることもある。
- いわいずみ短角牛（岩泉町／JA新いわて）
- いわて山形村短角牛（久慈市・旧山形村地域／JA新いわて）
- 二戸短角牛（二戸市／JA新いわて）
- もりおか短角牛（盛岡市北部／JA新いわて）